# Maktesløs
Maktesløs es el primer EP de la banda Frosthardr lanzado en 2004.
El EP mezcla el Black metal de la vieja escuela con aspectos del punk y con las complicadas estructuras del Black Metal Progresivo. La canción "Death - My Relief" es habitualmente citada como la mejor canción del EP. Tanto la intro como el outro del EP son dos piezas instrumentales de música industrial de 1 minuto cada una. La carátula fue diseñada por Samuel Durling y muestra un cementerio en blanco y negro. También presentaba un logo en el que se puede apreciar una ballesta. Morten Magerøy de Vaakevandring y Antestor contribuyó tocando el teclado para el EP. Collin de Metal Storm escribió sobre el EP que "este primer EP, el primer lanzamiento oficial de la banda, prueba que, contrariamente a todas las expectativas [de que eran una banda más de Black Metal en Noruega], Frosthardr es una de las bandas más innovadoras e inventivas que he escuchado este año (2005)"."

## Lista de canciones
1. Maktesløs - 0:58
2. Koma - 6:05
3. Death - My Relief - 8:52
4. Ravnestrik - 9:15
5. Vandret - 1:04

## Créditos

### Miembros
- Jokull - Vocalista, guitarrista.
- Dr. E - Guitarrista, voces adicionales.
- Ozol - Bajo.
- Savn - Batería.

### Miembros de sesión
- Morten Magerøy - Teclado